# Bataille d'El Caney
Guerre hispano-américaine
Batailles
La bataille d'El Caney est un affrontement de la guerre hispano-américaine ayant eu lieu le 1er juillet 1898 au Nord-Ouest de Santiago de Cuba. Il oppose la 2e division d'infanterie du Ve Corps américain, commandée par le major général Henry Ware Lawton (en) à la garnison d'El Caney (en) commandée par le général Joaquín Vara del Rey (en). Les Américains remportent une victoire mitigée : s'ils parviennent à prendre le village et à sécuriser ainsi le flanc de l’armée, cette victoire est acquise au prix de pertes démesurées d'une part, et, d'autre part, la résistance espagnole plus longue que prévu empêche la 2e division d'appuyer l'assaut du corps d'armée sur San Juan comme il était entendu. Cela n'a pas d'autre effet que d'accroître les pertes américaines à San Juan, ce qui est sans conséquence sur la suite de la campagne, les forces espagnoles à Cuba capitulant quelques semaines plus tard après la destruction de leur flotte et la chute de Santiago.

## Contexte
Au milieu du XIXe siècle, l'empire colonial espagnol des Amériques est largement en ruines, seuls Cuba et Porto Rico restant en leur possession. À partir des années 1860, Cuba manifeste à son tour des velléités d’indépendance et malgré une victoire espagnole lors de la guerre des Dix Ans, une situation insurrectionnelle s'installe durablement dans l’île. Au cours des années 1880 et 1890, les Espagnols luttent avec succès contre les guérillas indépendantistes, au prix toutefois de l'accroissement du sentiment anti-hispanique au sein de la population des États-Unis voisin, alimenté par la presse. L'explosion du cuirassée américain USS Maine dans le port de Cuba le 15 février 1898 est ainsi immédiatement attribuée aux Espagnols, conduisant à la déclaration de guerre le 28 avril 1898.
Le 22 juin, le gros de l'armée américaine commence à débarquer en désordre à Daiquiri, près de Santiago de Cuba avant de se mettre en route vers la ville, l'objectif étant de s'emparer de la colline de San Juan qui la domine à l'Est. Une première escarmouche a lieu à Las Guasimas le 24 juin, mais la situation évolue dans l'ensemble peu, les Américains ayant des difficultés à débarquer et à se réorganiser. Finalement, le soir du 30 juin, les Américains quittent leur campement à Sevilla pour El Pozo (en). De là l'armée doit se diviser en deux le lendemain, une partie attaquant San Juan, tandis que l'autre attaque El Caney, au nord, pour empêcher les Espagnols qui s'y trouvent d’intervenir et sécuriser ainsi le flanc de l'armée.

## Champ de bataille
Le centre du champ de bataille est le village d'El Caney, au nord-ouest de Santiago de Cuba. Situé à cinq kilomètres au nord d'El Pozo (ht), où campe l'armée américaine, il menace ainsi directement le flanc droit du dispositif américain qui se prépare à attaquer San Juan. Le village est essentiellement constitué de huttes, mais il dispose d'une église en pierre, qui a été dotée de meurtrières en prévision de la bataille. L'autre point distinctif est le fort d'El Viso, construit en pierre sur un monticule à environ quatre cents mètres au sud-est du village. Le dispositif défensif est complété par quatre autres fortins, tandis que des tranchées et des barbelés entourent l'ensemble du lieu.

## Forces en présence

### Armée américaine
Le gros des forces américaines est constitué de la 2e division d'infanterie du Ve Corps, commandée par le major général Henry Ware Lawton (en). Lawton est un militaire expérimenté et estimé, ayant reçu la Medal of Honor pendant la guerre de Sécession et dirigé le groupe ayant capturé Geronimo. En plus de sa division, Lawton dispose d’une batterie d’artillerie comptant quatre canons de 3,2 in.
La 2e division d'infanterie comprend trois brigades organiques de trois régiments, auxquelles s'ajoute une brigade indépendante de deux régiments temporairement attachés à la division. Sur le papier, un régiment devrait comprendre trois bataillons de quatre compagnies, chacune de celles-ci comptant cent-quarante hommes, soit une force théorique d’environ dix-huit milles hommes pour la division. En réalité, les régiments envoyés à Cuba ne comptent que dix compagnies, regroupées en un seul bataillon. En outre, la majeure partie compte moins de la moitié de l'effectif normal, ce qui fait que la force réelle de la division le 1er juillet est d’environ cinq mille hommes. La 1re brigade est commandée par le brigadier général Ludlow, le 2e par le colonel Miles, la 3e par le brigadier général Chaffee et l'indépendante par le brigadier général Bates.
Les forces américaines sont par ailleurs handicapées par plusieurs facteurs. Le principal est une limite organisationnelle : non seulement l'armée n'a plus manœuvré à l'échelle d'un corps d’armée ni même d'une division depuis la guerre de Sécession, mais elle ne dispose plus non plus des capacités logistiques pour supporter de telles formations. Il existe également d'importants problèmes d'équipement. L'uniforme, identique à celui porté aux États-Unis, est par exemple inadapté au combat dans les tropiques. Ne disposant pas non plus de suffisamment de fusils modernes, en l'occurrence des Krag-Jørgensen, une large partie des troupes est équipée de modèles obsolètes, notamment le Springfield Modèle 1873. Il en est de même pour l'artillerie, dont les canons dépassés n'utilisent pas de poudre sans fumée et n'ont ni dispositif d'absorption du recul, ni viseur moderne.

### Armée espagnole

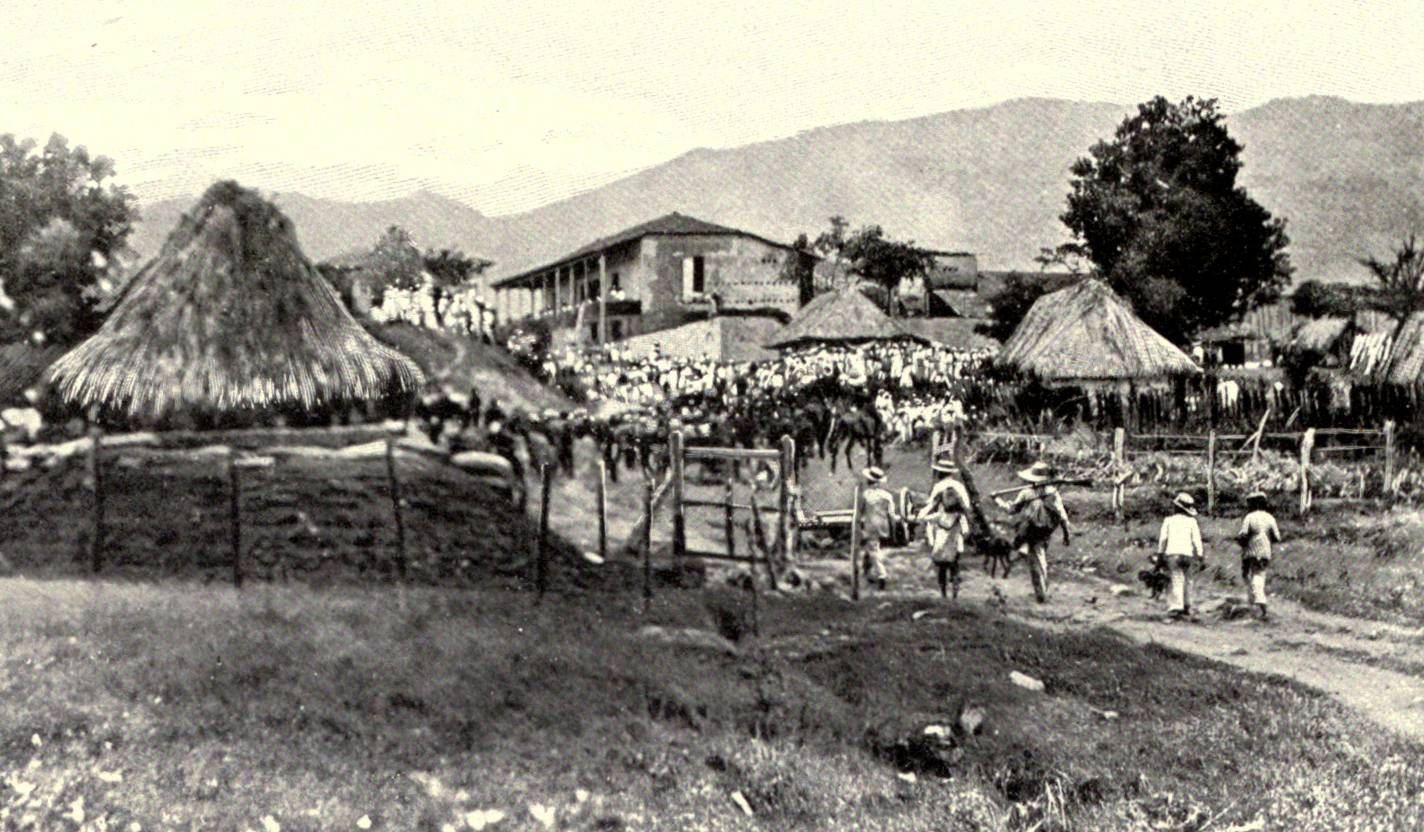
Les travaux de terrassement des tranchées espagnoles à El Caney.

Bien qu'il y ait cent-soixante mille soldats espagnols à Cuba, l'importante superficie à couvrir et les difficultés de circulation liées à la présence de la guérilla cubaine font que seule une petite partie est disponible à Santiago. La garnison d'El Caney ne compte ainsi guère plus de cinq-cent hommes, provenant principalement du 1er bataillon du 29e régiment Constituçional, auxquels s'ajoutent une section d'artillerie comptant deux canons de 75 mm.
La garnison est commandée par le brigadier général Joaquin Vara del Ray y Rubio qui, comme son supérieur le lieutenant général Arsenio Linares y Pombo (en), a une longue expérience du combat contre les guérillas cubaines et les tribus marocaines, mais n'a jamais participé à une guerre conventionnelle. Sur le point de retourner en Espagne au début des hostilités, Vara del Ray s'est porté volontaire pour rester, malgré les faibles chances de victoire. Les Espagnols compensent leur infériorité numérique par les fortifications, une méthode héritée de leurs années de lutte contre les guérillas à partir de points fortifiées.
Comme son opposante américaine, l'armée espagnole est handicapée par des facteurs organisationnels. Elle souffre notamment d'un manque d'expérience pour ce type d'affrontement : bien que très expérimentée dans la lutte contre les guérilla, elle n'a ainsi plus menée de conflit conventionnel depuis les guerres napoléoniennes. En outre, elle a particularité d'avoir une proportion d'officiers inhabituellement élevée, de l'ordre d'un officier pour six soldats, ce qui est d'autant plus problématique qu'il y a un gouffre social entre les premiers, majoritairement des nobles sortant de l'académie militaire, et les seconds, issus des classes les plus pauvres de la société. Toutefois, à la différence des Américains, les Espagnols sont plutôt bien équipés, avec un uniforme léger adapté au climat local et l'utilisation généralisée de fusils modernes, à savoir le Mauser modèle 1893.

## Bataille

### Échec de la première attaque

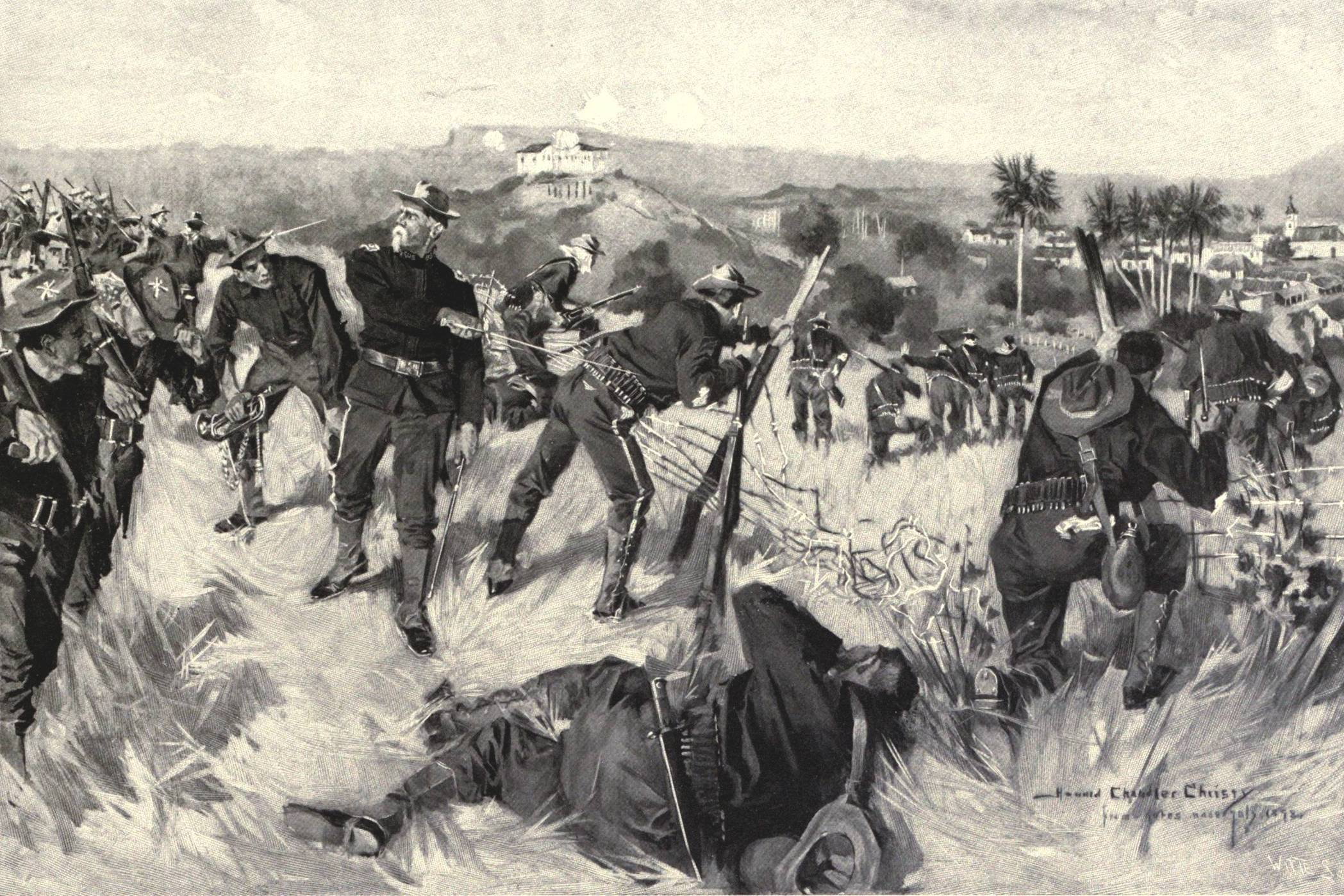
The Capture of El Caney, le 7e régiment d'infanterie américain à travers les champs au nord d'El Caney. Peint par Howard Chandler Christy.

Les forces américaines quittent El Pozo peu avant le lever du jour et arrivent en vue d'El Caney à l'aube. L'artillerie s'installe sur une petite colline à environ 1,5 km au sud du fort d'El Viso, tandis que la 1re brigade commence à contourner le village par l'ouest et la 3e par l'est.
À 6 h 35 l'artillerie américaine ouvre le feu en visant un groupe d'une cinquantaine de cavaliers. Ceux-ci se révèlent toutefois être des insurgés cubains alliés, que les tirs ratent de peu. Après cet incident, les canons prennent pour cible le fort, qu'ils bombardent pendant plusieurs heures sans subir de riposte, leur position étant hors du champ de tir des armes espagnoles. Dans le même temps, les Américains et leurs alliés cubains achèvent l'encerclement afin d'empêcher les Espagnols de s'échapper. Ils sont toutefois la cible de tirs nourris de la part des défenseurs, en particulier du côté ouest, où les Américains se sont mis en position à moins de cent mètres des tranchées espagnoles. Vers 10 heures, le 2e régiment d'infanterie du Massachusetts (en) a subi tant de pertes que Ludlow choisit de le retirer de la ligne de front. Peu après, l'intensité du combat diminue, les deux camps devant se réorganiser et se réapprovisionner en munitions.
À 11 heures, la 2e brigade et la brigade indépendante achèvent de se mettre en place au centre. Sur tout le périmètre les Américains ont peu progressé en raison de l'intensité des tirs des défenseurs, en particulier en provenance du fort. Néanmoins, au sud-est, les 12e et 17e régiments ont réussi à avancer jusqu'au pied de la colline d'El Viso. À midi, Lawton reçoit un message du général Shafter, qui s'inquiète de ne pas voir arriver Lawton : celui-ci a en effet déjà plusieurs heures de retard sur le plan et le Ve Corps attend son arrivée à San Juan sous le feu espagnol. Ne pouvant attendre plus longtemps, Shafter ordonne à Lawton de se dépêcher de prendre El Caney et venir soutenir son aile droite. Il est probable que Shafter n'ait alors pas conscience que la force de la position espagnole à El Caney a été gravement sous-estimée lors de l'établissement du plan et que Lawton fait face à une tâche bien plus difficile qu'envisagée.

### Assaut sur le fort
À 13 heures, les combats reprennent, Lawton ayant engagé ses réserves et disposant maintenant sur la ligne de front d'une puissance de feu très largement supérieure à celle des Espagnols. À l'Est, ceux-ci sont cloués sur place et ne peuvent plus circuler entre leurs positions défensives, ce qui joue en leur défaveur du fait de leurs faibles effectifs. Peu avant 13 h 30, les 4e et 25e régiments débutent l'assaut sur le fort en escaladant la colline par le Sud, suivi par les 1er et 17e régiments. D'abord masqués par une rangée d'arbre, les assaillants se trouvent ensuite à découvert dans un champ d'ananas où ils sont la cible d'un tir intense provenant du fort. Leurs officiers les poussent alors en avant pour essayer de franchir les cinq cents derniers mètres, tout aussi exposés, le plus vite possible et limiter les pertes.
Une fois parvenus à moins de deux cents mètres, les Américains peuvent riposter plus efficacement. Cette situation affaiblit rapidement les Espagnols, le fort ne comptant que deux-cents défenseurs au maximum contre plus de mille attaquants, ce qui permet à ces derniers de soumettre chaque meurtrière au feu simultané d'une quarantaine de fusils. Vers 13 h 45, les derniers défenseurs se rendent ou s'enfuient et les Américains tiennent le fort.

### Prise du village
La capture du fort met les Espagnols en difficulté, les Américains ayant de ce point une vue plongeante sur les défenses extérieures du village. Celles-ci sont d'autant plus difficiles à tenir que les défenseurs sont désormais moins de trois-cents, face à près de vingt fois plus d'Américains et Cubains. Le côté du fort reste néanmoins bien protégé par deux fortins situés aux angles sud et ouest du village et reliés par des tranchées. Les Américains reprennent toutefois leur avancée en faisant usage du poids du nombre et, sous la pression, les Espagnols abandonnent le périmètre extérieur à 14 heures pour se replier sur une ligne de défense à l'intérieur du village.
Après 14 heures, la résistance se concentre essentiellement au centre du village autour de l'église ainsi qu'autour du fortin ouest. Les Espagnols ont toutefois de plus en plus de difficultés à tenir du fait de leur infériorité numérique et du manque de munitions. Peu avant 15 heures, ils ne contrôlent plus que l'église et ses alentours immédiats. C'est alors que Vara del Rey est blessé aux jambes, puis tué alors que ses hommes essaient de l'évacuer. Son second, le lieutenant-colonel Punet, rassemble alors la centaine d'hommes encore valides et parvient à faire une percée au Nord-Ouest pour retourner à Santiago, laissant le contrôle du village aux Américains.

## Conséquences
Sur les 520 hommes engagés, les Espagnols perdent au moins 235 tués et 120 prisonniers, environ 80 hommes parvenant toutefois à rejoindre Santiago. Au nombre des morts figure le général Vara del Rey et ses deux fils son frère et son neveu d'après la notice en anglais. Néanmoins, ils parviennent à retenir la 2e division américaine, qui ne peut ainsi participer à la bataille de San Juan. Si cela ne change pas l'issue de celle-ci, cela contribue à accroître les pertes américaines de cette journée.
Les pertes américaines à El Caney sont en effet particulièrement lourdes étant donné l’avantage dont ils disposent au début de la bataille. Avec 81 tués, dont quatre officiers, et 360 blessés, dont beaucoup meurent dans les jours qui suivent faute de support médical, la 2e division perd en effet environ 10 % de son effectif. La bataille est révélatrice de la désorganisation de l'armée américaine et des insuffisances de ses généraux : confrontés à une résistance bien organisée, la seule réponse des Américains a été de tenter de submerger les défenseurs sous le nombre. De fait, si les Américains remplissent l'objectif de contrôler El Caney, cela se fait à un prix démesuré. En outre, les objectifs ne sont pas totalement remplis, puisque Lawton devait prendre le village en deux heures puis attaquer San Juan par le nord. La bataille prenant toute la journée, il ne peut ainsi appuyer le reste du corps d’armée comme prévu.